# Elecciones autonómicas de España de 2023

Mapa con los partidos en el gobierno de cada autonomía pasadas las elecciones de Aragón, de Asturias, de Canarias, de Cantabria, de Castilla-La Mancha, valencianas, de Extremadura, de Baleares, de Madrid, de Murcia, de Navarra y de La Rioja

Las elecciones autonómicas de España de 2023 se celebraron el domingo 28 de mayo de 2023 a la vez que las elecciones municipales.  Fueron elegidos parlamentarios autonómicos en todas las comunidades autónomas, exceptuando Andalucía, Cataluña, Galicia, País Vasco y Castilla y León (12 de 17). Además, también sucedieron las elecciones a las dos ciudades autónomas de Ceuta y Melilla que, no obstante, formalmente son unas elecciones municipales.
Una vez formados los nuevos gobiernos autonómicos en las semanas y meses posteriores al 28-M, el Partido Socialista Obrero Español pasó de gobernar en nueve comunidades autónomas a hacerlo únicamente en Asturias, Castilla-La Mancha y Navarra. El Partido Popular, por su parte, se hizo con ocho de 12 comunidades, más Ceuta y Melilla. En Canarias el nuevo presidente pertenece a Coalición Canaria y fue elegido gracias al apoyo principalmente del PP.
En el nuevo mapa autonómico, de 19 autonomías 11 son gobernadas por el PP, tres por el PSOE, País Vasco por el PNV, Cataluña por el PSC y Canarias por Coalición Canaria. Como consecuencia, el presidente Pedro Sánchez (PSOE) convocó al día siguiente elecciones generales para el 23 de julio de 2023.

## Calendario electoral
Las elecciones fueron convocadas por los distintos presidentes autonómicos el día 3 de abril de 2023, entrando el vigor en el BOE al día siguiente. La campaña electoral comenzó el viernes 12 de mayo a las 00:00 y finalizó el sábado 27 de mayo a las 00:00. El mismo 27 de mayo se celebró la jornada de reflexión y finalmente el día 28 de 09:00 a 20:00 abrieron las urnas. Se cumple así lo dispuesto en la Ley Orgánica del Régimen Electoral General (LOREG), que indica que las elecciones municipales y autonómicas deben realizarse el cuarto domingo del mes de mayo.

## Adelantos electorales
Hubo varias elecciones anticipadas o fuera del régimen común: El 28 de abril de 2019 se celebraron elecciones en la Comunidad Valenciana; Galicia el 12 de julio de 2020, País Vasco ese mismo día, Cataluña el 14 de febrero de 2021, Comunidad de Madrid el 4 de mayo de 2021, Castilla y León el 13 de febrero de 2022, y Andalucía el 19 de junio de 2022.
La Comunidad de Madrid acudió a las urnas de nuevo en 2023. Las elecciones que tuvieron lugar el 4 de mayo de 2021 fueron adelantadas y el Estatuto de Autonomía de la Comunidad de Madrid estipula que se deben celebrar elecciones al caducar los cuatro años de la legislatura ordinaria (2019-2023).

## Presidentes autonómicos

Número de parlamentarios en cada cámara autonómica (2022).

| Presidentes el 28 de mayo de 2023 en las 14 autonomías que celebraban elecciones y presidentes entrantes | Presidentes el 28 de mayo de 2023 en las 14 autonomías que celebraban elecciones y presidentes entrantes | Presidentes el 28 de mayo de 2023 en las 14 autonomías que celebraban elecciones y presidentes entrantes | Presidentes el 28 de mayo de 2023 en las 14 autonomías que celebraban elecciones y presidentes entrantes | Presidentes el 28 de mayo de 2023 en las 14 autonomías que celebraban elecciones y presidentes entrantes | Presidentes el 28 de mayo de 2023 en las 14 autonomías que celebraban elecciones y presidentes entrantes | Presidentes el 28 de mayo de 2023 en las 14 autonomías que celebraban elecciones y presidentes entrantes |
| Comunidad autónoma                                                                                       | Presidente saliente                                                                                      | Partido                                                                                                  | Partido                                                                                                  | Presidente electo                                                                                        | Partido                                                                                                  | Partido                                                                                                  |
| --- | --- | --- | --- | --- | --- | --- |
| Aragón                                                                                                   | Javier Lambán                                                                                            | | PSOE | Jorge Azcón                                                                                              | | PP |
| Asturias                                                                                                 | Adrián Barbón                                                                                            | | PSOE | Adrián Barbón                                                                                            | | PSOE |
| Canarias                                                                                                 | Ángel Víctor Torres                                                                                      | | PSOE | Fernando Clavijo                                                                                         | | CC |
| Cantabria                                                                                                | Miguel Ángel Revilla                                                                                     | | PRC | María José Sáenz de Buruaga                                                                              | | PP |
| Castilla-La Mancha                                                                                       | Emiliano García-Page                                                                                     | | PSOE | Emiliano García-Page                                                                                     | | PSOE |
| Comunidad Valenciana                                                                                     | Ximo Puig                                                                                                | | PSOE | Carlos Mazón                                                                                             | | PP |
| Extremadura                                                                                              | Guillermo Fernández Vara                                                                                 | | PSOE | María Guardiola                                                                                          | | PP |
| Islas Baleares                                                                                           | Francina Armengol                                                                                        | | PSOE | Marga Prohens                                                                                            | | PP |
| Comunidad de Madrid                                                                                      | Isabel Díaz Ayuso                                                                                        | | PP | Isabel Díaz Ayuso                                                                                        | | PP |
| Región de Murcia                                                                                         | Fernando López Miras                                                                                     | | PP | Fernando López Miras                                                                                     | | PP |
| Navarra                                                                                                  | María Chivite                                                                                            | | PSOE | María Chivite                                                                                            | | PSOE |
| La Rioja                                                                                                 | Concha Andreu                                                                                            | | PSOE | Gonzalo Capellán                                                                                         | | PP |
| Ciudad autónoma                                                                                          | Alcalde-presidente saliente                                                                              | Partido                                                                                                  | Partido                                                                                                  | Alcalde-presidente electo                                                                                | Partido                                                                                                  | Partido                                                                                                  |
| Ceuta | Juan Jesús Vivas                                                                                         | | PP | Juan Jesús Vivas                                                                                         | | PP |
| Melilla                                                                                                  | Eduardo de Castro                                                                                        | | Independiente (antes Ciudadanos)                                                                         | Juan José Imbroda                                                                                        | | PP |

## Gobiernos autonómicos
| Gobiernos el 28 de mayo de 2023 en las 14 autonomías que celebraban elecciones y gobiernos entrantes | Gobiernos el 28 de mayo de 2023 en las 14 autonomías que celebraban elecciones y gobiernos entrantes | Gobiernos el 28 de mayo de 2023 en las 14 autonomías que celebraban elecciones y gobiernos entrantes | Gobiernos el 28 de mayo de 2023 en las 14 autonomías que celebraban elecciones y gobiernos entrantes | Gobiernos el 28 de mayo de 2023 en las 14 autonomías que celebraban elecciones y gobiernos entrantes | Gobiernos el 28 de mayo de 2023 en las 14 autonomías que celebraban elecciones y gobiernos entrantes | Gobiernos el 28 de mayo de 2023 en las 14 autonomías que celebraban elecciones y gobiernos entrantes |
| Gobierno autonómico                                                                                  | Gabinete saliente                                                                                    | Gabinete saliente                                                                                    | Gabinete saliente                                                                                    | Gabinete entrante                                                                                    | Gabinete entrante                                                                                    | Gabinete entrante                                                                                    |
| Gobierno autonómico                                                                                  | Denominación                                                                                         | Partidos que lo componen                                                                             | Partidos que lo componen                                                                             | Denominación                                                                                         | Partidos que lo componen                                                                             | Partidos que lo componen                                                                             |
| --- | --- | --- | --- | --- | --- | --- |
| Gobierno de Aragón                                                                                   | II Lambán                                                                                            | | PSOE-Aragón                                                                                          | II Azcón                                                                                             | | PP                                                                                                   |
| Gobierno de Aragón                                                                                   | II Lambán                                                                                            | Podemos                                                                                              | | II Azcón                                                                                             | | PP                                                                                                   |
| Gobierno de Aragón                                                                                   | II Lambán                                                                                            | CHA                                                                                                  | | II Azcón                                                                                             | | PP                                                                                                   |
| Gobierno de Aragón                                                                                   | II Lambán                                                                                            | PAR                                                                                                  | | II Azcón                                                                                             | | PP                                                                                                   |
| Gobierno del Principado de Asturias                                                                  | I Barbón                                                                                             | | FSA-PSOE                                                                                             | II Barbón                                                                                            | | PSOE                                                                                                 |
| Gobierno del Principado de Asturias                                                                  | I Barbón                                                                                             | CxA                                                                                                  | FSA-PSOE                                                                                             | II Barbón                                                                                            | | |
| | | | | | | |
| Gobierno de Canarias                                                                                 | I Torres                                                                                             | | PSOE Canarias                                                                                        | II Clavijo                                                                                           | | CC                                                                                                   |
| Gobierno de Canarias                                                                                 | I Torres                                                                                             | Nueva Canarias                                                                                       | | II Clavijo                                                                                           | | CC                                                                                                   |
| Gobierno de Canarias                                                                                 | I Torres                                                                                             | | Podemos Canarias                                                                                     | II Clavijo                                                                                           | | PP Canarias                                                                                          |
| Gobierno de Canarias                                                                                 | I Torres                                                                                             | | ASG                                                                                                  | II Clavijo                                                                                           | | AHI                                                                                                  |
| | | | | | | |
| Gobierno de Cantabria                                                                                | IV Revilla                                                                                           | | PRC                                                                                                  | I Buruaga                                                                                            | | PP                                                                                                   |
| Gobierno de Cantabria                                                                                | IV Revilla                                                                                           | PSC-PSOE                                                                                             | | I Buruaga                                                                                            | | PP                                                                                                   |
| | | | | | | |
| Gobierno de Castilla-La Mancha                                                                       | II García-Page                                                                                       | | PSCM-PSOE                                                                                            | III García-Page                                                                                      | | PSOE                                                                                                 |
| | | | | | | |
| Generalidad de la Comunidad Valenciana                                                               | II Puig                                                                                              | | PSPV-PSOE                                                                                            | I Mazón                                                                                              | | PP                                                                                                   |
| Generalidad de la Comunidad Valenciana                                                               | II Puig                                                                                              | Compromís                                                                                            | | I Mazón                                                                                              | | PP                                                                                                   |
| Generalidad de la Comunidad Valenciana                                                               | II Puig                                                                                              | Podemos                                                                                              | | I Mazón                                                                                              | | PP                                                                                                   |
| Generalidad de la Comunidad Valenciana                                                               | II Puig                                                                                              | Esquerra Unida                                                                                       | | I Mazón                                                                                              | | PP                                                                                                   |
| | | | | | | |
| Junta de Extremadura                                                                                 | III Fernández Vara                                                                                   | | PSOE Extremadura                                                                                     | I Guardiola                                                                                          | | PP                                                                                                   |
| Junta de Extremadura                                                                                 | III Fernández Vara                                                                                   | Independiente                                                                                        | PSOE Extremadura                                                                                     | I Guardiola                                                                                          | | |
| | | | | | | |
| Gobierno de las Islas Baleares                                                                       | II Armengol                                                                                          | | PSIB-PSOE                                                                                            | I Prohens                                                                                            | | PP                                                                                                   |
| Gobierno de las Islas Baleares                                                                       | II Armengol                                                                                          | Podemos Illes Balears                                                                                | | I Prohens                                                                                            | | PP                                                                                                   |
| Gobierno de las Islas Baleares                                                                       | II Armengol                                                                                          | Més per Mallorca                                                                                     | | I Prohens                                                                                            | | PP                                                                                                   |
| | | | | | | |
| Gobierno de la Comunidad de Madrid                                                                   | II Díaz Ayuso                                                                                        | | PPCM                                                                                                 | III Díaz Ayuso                                                                                       | | PP                                                                                                   |
| | | | | | | |
| Consejo de Gobierno de la Región de Murcia                                                           | II López Miras                                                                                       | | PPRM                                                                                                 | III López Miras                                                                                      | | PP                                                                                                   |
| Consejo de Gobierno de la Región de Murcia                                                           | II López Miras                                                                                       | Grupo Liberal Ciudadanos                                                                             | | III López Miras                                                                                      | | PP                                                                                                   |
| | | | | | | |
| Gobierno de Navarra                                                                                  | I Chivite                                                                                            | | PSN-PSOE                                                                                             | II Chivite                                                                                           | | PSN-PSOE                                                                                             |
| Gobierno de Navarra                                                                                  | I Chivite                                                                                            | | Geroa Bai                                                                                            | II Chivite                                                                                           | | Geroa Bai                                                                                            |
| Gobierno de Navarra                                                                                  | I Chivite                                                                                            | | Podemos Navarra                                                                                      | II Chivite                                                                                           | | Contigo Navarra-Zurekin Nafarroa                                                                     |
| | | | | | | |
| Gobierno de La Rioja                                                                                 | I Andreu                                                                                             | | PSOE-La Rioja                                                                                        | I Capellán                                                                                           | | PP                                                                                                   |
| | | | | | | |
| Consejo de Ceuta                                                                                     | VI Vivas                                                                                             | | PP de Ceuta                                                                                          | VII Vivas                                                                                            | | PP                                                                                                   |
| | | | | | | |
| Consejo de Gobierno de Melilla                                                                       | I De Castro                                                                                          | | Independiente (antes Ciudadanos)                                                                     | V Imbroda                                                                                            | | PP                                                                                                   |
| Consejo de Gobierno de Melilla                                                                       | I De Castro                                                                                          | PSOE de Melilla                                                                                      | | V Imbroda                                                                                            | | PP                                                                                                   |
| Consejo de Gobierno de Melilla                                                                       | I De Castro                                                                                          | CpM                                                                                                  | | V Imbroda                                                                                            | | PP                                                                                                   |
| | | | | | | |

## Parlamentos autonómicos
| C. A.                                              | Parlamento                                         | Legis.                                             | Diputados por partido  | Diputados por partido | Ref.   |
| -------------------------------------------------- | -------------------------------------------------- | -------------------------------------------------- | ---------------------- | --------------------- | ------ |
| Aragón                                             | Cortes de Aragón                                   | XI                                                 | PP                     | 28/67                 | [ 19 ] |
| Aragón                                             | Cortes de Aragón                                   | XI                                                 | PSOE                   | 23/67                 | [ 19 ] |
| Aragón                                             | Cortes de Aragón                                   | XI                                                 | Vox                    | 7/67                  | [ 19 ] |
| Aragón                                             | Cortes de Aragón                                   | XI                                                 | CHA                    | 3/67                  | [ 19 ] |
| Aragón                                             | Cortes de Aragón                                   | XI                                                 | AE                     | 3/67                  | [ 19 ] |
| Aragón                                             | Cortes de Aragón                                   | XI                                                 | Podemos-AV             | 1/67                  | [ 19 ] |
| Aragón                                             | Cortes de Aragón                                   | XI                                                 | IU                     | 1/67                  | [ 19 ] |
| Aragón                                             | Cortes de Aragón                                   | XI                                                 | PAR                    | 1/67                  | [ 19 ] |
|                                                    |                                                    |                                                    |                        |                       | [ 19 ] |
| Asturias                                           | Junta General                                      | XII                                                | PSOE                   | 19/45                 | [ 19 ] |
| Asturias                                           | Junta General                                      | XII                                                | PP                     | 17/45                 | [ 19 ] |
| Asturias                                           | Junta General                                      | XII                                                | Vox                    | 4/45                  | [ 19 ] |
| Asturias                                           | Junta General                                      | XII                                                | CxAst                  | 3/45                  | [ 19 ] |
| Asturias                                           | Junta General                                      | XII                                                | FORO                   | 1/45                  | [ 19 ] |
| Asturias                                           | Junta General                                      | XII                                                | Podemos                | 1/45                  | [ 19 ] |
|                                                    |                                                    |                                                    |                        |                       | [ 19 ] |
| Canarias                                           | Parlamento de Canarias                             | XI                                                 | PSOE                   | 23/70                 | [ 19 ] |
| Canarias                                           | Parlamento de Canarias                             | XI                                                 | CC                     | 19/70                 | [ 19 ] |
| Canarias                                           | Parlamento de Canarias                             | XI                                                 | PP                     | 15/70                 | [ 19 ] |
| Canarias                                           | Parlamento de Canarias                             | XI                                                 | NC-BC                  | 5/70                  | [ 19 ] |
| Canarias                                           | Parlamento de Canarias                             | XI                                                 | Vox                    | 4/70                  | [ 19 ] |
| Canarias                                           | Parlamento de Canarias                             | XI                                                 | ASG                    | 3/70                  | [ 19 ] |
| Canarias                                           | Parlamento de Canarias                             | XI                                                 | AHI                    | 1/70                  | [ 19 ] |
|                                                    |                                                    |                                                    |                        |                       | [ 19 ] |
| Cantabria                                          | Parlamento de Cantabria                            | XI                                                 | PP                     | 15/35                 | [ 19 ] |
| Cantabria                                          | Parlamento de Cantabria                            | XI                                                 | PRC                    | 8/35                  | [ 19 ] |
| Cantabria                                          | Parlamento de Cantabria                            | XI                                                 | PSOE                   | 8/35                  | [ 19 ] |
| Cantabria                                          | Parlamento de Cantabria                            | XI                                                 | Vox                    | 4/35                  | [ 19 ] |
|                                                    |                                                    |                                                    |                        |                       | [ 19 ] |
| Castilla-La Mancha                                 | Cortes de Castilla-La Mancha                       | XI                                                 | PSOE                   | 17/33                 | [ 19 ] |
| Castilla-La Mancha                                 | Cortes de Castilla-La Mancha                       | XI                                                 | PP                     | 12/33                 | [ 19 ] |
| Castilla-La Mancha                                 | Cortes de Castilla-La Mancha                       | XI                                                 | Vox                    | 4/33                  | [ 19 ] |
|                                                    |                                                    |                                                    |                        |                       | [ 19 ] |
| Comunidad Valenciana                               | Cortes Valencianas                                 | XI                                                 | PP                     | 40/99                 | [ 19 ] |
| Comunidad Valenciana                               | Cortes Valencianas                                 | XI                                                 | PSOE                   | 31/99                 | [ 19 ] |
| Comunidad Valenciana                               | Cortes Valencianas                                 | XI                                                 | Compromís              | 15/99                 | [ 19 ] |
| Comunidad Valenciana                               | Cortes Valencianas                                 | XI                                                 | Vox                    | 13/99                 | [ 19 ] |
|                                                    |                                                    |                                                    |                        |                       | [ 19 ] |
| Extremadura                                        | Asamblea de Extemadura                             | XI                                                 | PSOE                   | 28/65                 | [ 19 ] |
| Extremadura                                        | Asamblea de Extemadura                             | XI                                                 | PP                     | 28/65                 | [ 19 ] |
| Extremadura                                        | Asamblea de Extemadura                             | XI                                                 | Vox                    | 5/65                  | [ 19 ] |
| Extremadura                                        | Asamblea de Extemadura                             | XI                                                 | Unidas por Extremadura | 4/65                  | [ 19 ] |
|                                                    |                                                    |                                                    |                        |                       | [ 19 ] |
| Islas Baleares                                     | Parlamento de las Islas Baleares                   | XI                                                 | PP                     | 25/59                 | [ 19 ] |
| Islas Baleares                                     | Parlamento de las Islas Baleares                   | XI                                                 | PSOE                   | 18/59                 | [ 19 ] |
| Islas Baleares                                     | Parlamento de las Islas Baleares                   | XI                                                 | Vox                    | 8/59                  | [ 19 ] |
| Islas Baleares                                     | Parlamento de las Islas Baleares                   | XI                                                 | Més                    | 4/59                  | [ 19 ] |
| Islas Baleares                                     | Parlamento de las Islas Baleares                   | XI                                                 | MxMe                   | 2/59                  | [ 19 ] |
| Islas Baleares                                     | Parlamento de las Islas Baleares                   | XI                                                 | Unidas Podemos         | 1/59                  | [ 19 ] |
| Islas Baleares                                     | Parlamento de las Islas Baleares                   | XI                                                 | Sa Unió                | 1/59                  | [ 19 ] |
|                                                    |                                                    |                                                    |                        |                       | [ 19 ] |
| Comunidad de Madrid                                | Asamblea de Madrid                                 | XIII                                               | PP                     | 70/135                | [ 19 ] |
| Comunidad de Madrid                                | Asamblea de Madrid                                 | XIII                                               | Más Madrid             | 27/135                | [ 19 ] |
| Comunidad de Madrid                                | Asamblea de Madrid                                 | XIII                                               | PSOE                   | 27/135                | [ 19 ] |
| Comunidad de Madrid                                | Asamblea de Madrid                                 | XIII                                               | Vox                    | 11/135                | [ 19 ] |
|                                                    |                                                    |                                                    |                        |                       | [ 19 ] |
| Región de Murcia                                   | Asamblea Regional de Murcia                        | XI                                                 | PP                     | 21/45                 | [ 19 ] |
| Región de Murcia                                   | Asamblea Regional de Murcia                        | XI                                                 | PSOE                   | 13/45                 | [ 19 ] |
| Región de Murcia                                   | Asamblea Regional de Murcia                        | XI                                                 | Vox                    | 9/45                  | [ 19 ] |
| Región de Murcia                                   | Asamblea Regional de Murcia                        | XI                                                 | Podemos+IU-Verdes+AV   | 2/45                  | [ 19 ] |
|                                                    |                                                    |                                                    |                        |                       | [ 19 ] |
| Navarra                                            | Parlamento de Navarra                              | XII                                                | UPN                    | 15/50                 | [ 19 ] |
| Navarra                                            | Parlamento de Navarra                              | XII                                                | PSOE                   | 11/50                 | [ 19 ] |
| Navarra                                            | Parlamento de Navarra                              | XII                                                | EH Bildu               | 9/50                  | [ 19 ] |
| Navarra                                            | Parlamento de Navarra                              | XII                                                | Geroa Bai              | 7/50                  | [ 19 ] |
| Navarra                                            | Parlamento de Navarra                              | XII                                                | PP                     | 3/50                  | [ 19 ] |
| Navarra                                            | Parlamento de Navarra                              | XII                                                | CN-ZN                  | 3/50                  | [ 19 ] |
| Navarra                                            | Parlamento de Navarra                              | XII                                                | Vox                    | 2/50                  | [ 19 ] |
|                                                    |                                                    |                                                    |                        |                       | [ 19 ] |
| La Rioja                                           | Parlamento de La Rioja                             | XI                                                 | PP                     | 17/33                 | [ 19 ] |
| La Rioja                                           | Parlamento de La Rioja                             | XI                                                 | PSOE                   | 12/33                 | [ 19 ] |
| La Rioja                                           | Parlamento de La Rioja                             | XI                                                 | Vox                    | 2/33                  | [ 19 ] |
| La Rioja                                           | Parlamento de La Rioja                             | XI                                                 | Unidas Podemos         | 2/33                  | [ 19 ] |
|                                                    |                                                    |                                                    |                        |                       |        |
| Total de partidos y coaliciones de índole nacional | Total de partidos y coaliciones de índole nacional | Total de partidos y coaliciones de índole nacional | PP                     | 291/736               |        |
| Total de partidos y coaliciones de índole nacional | Total de partidos y coaliciones de índole nacional | Total de partidos y coaliciones de índole nacional | PSOE                   | 230/736               |        |
| Total de partidos y coaliciones de índole nacional | Total de partidos y coaliciones de índole nacional | Total de partidos y coaliciones de índole nacional | Vox                    | 73/736                |        |
| Total de partidos y coaliciones de índole nacional | Total de partidos y coaliciones de índole nacional | Total de partidos y coaliciones de índole nacional | Podemos                | 10/736                |        |
|                                                    |                                                    |                                                    |                        |                       |        |

## Elecciones por comunidad autónoma
- Elecciones a las Cortes de Aragón
- Elecciones a la Junta General del Principado de Asturias
- Elecciones al Parlamento de Canarias
- Elecciones al Parlamento de Cantabria
- Elecciones a las Cortes de Castilla-La Mancha
- Elecciones a las Cortes Valencianas
- Elecciones a la Asamblea de Ceuta
- Elecciones a la Asamblea de Extremadura
- Elecciones al Parlamento de las Islas Baleares
- Elecciones a la Asamblea de Madrid
- Elecciones a la Asamblea de Melilla
- Elecciones a la Asamblea Regional de Murcia
- Elecciones al Parlamento de Navarra
- Elecciones al Parlamento de La Rioja